# الک دوفتی
الک دوفتی (انگلیسی: Alec Dufty؛ زادهٔ ۱۱ مارس ۱۹۸۷) بازیکن فوتبال اهل ایالات متحده آمریکا است.
از باشگاه‌هایی که در آن بازی کرده‌است می‌توان به باشگاه فوتبال نیویورک رد بولز و شیکاگو فایر اشاره کرد.